# Дунгуан
Дунгуа́н (кит. упр. 东光, пиньинь Dōngguāng, буквально: «восточный свет») — уезд городского округа Цанчжоу провинции Хэбэй (КНР).

## История
Изначально здесь были владения Дунъянского хоу (东阳侯). При империи Хань в 203 году до н. э. они были преобразованы в уезд; так как «дунъян» означает «восточное светило», то второй иероглиф был заменён на близкий по смыслу иероглиф «свет».
При империи Мин в 1374 году уезд Дунгуан был присоединён к уезду Фучэн (阜城县), но в 1380 году восстановлен.
Во время войны с Японией в 1944 году уезды Дунгуан, Наньпи и Уцяо были слиты в единый уезд Дуннаньу (东南吴县). После войны в 1946 году уезды были восстановлены, но уезд Дунгуан был при этом передан в состав провинции Шаньдун.
В августе 1949 года был создан Специальный район Цаннань (沧南专区), и уезд вошёл в его состав. В мае 1950 года Специальный район Цаннань был расформирован, и уезд Дунгуан перешёл в состав Специального района Дэчжоу (德州专区).
В ноябре 1952 года уезд был передан в состав провинции Хэбэй и вошёл в состав Специального района Цансянь (沧县专区). В июне 1958 года Тяньцзинь был понижен в статусе, став городом провинциального подчинения, и Специальный район Цансянь был присоединён к Специальному району Тяньцзинь (天津专区). В начале 1959 года Специальный район Тяньцзинь был расформирован, а вся его территория вошла в состав города Тяньцзинь.
В июне 1961 года были восстановлены Специальный район Цанчжоу (沧州专区) — бывший Специальный район Цансянь, и уезд вошёл в его состав. В декабре 1967 года Специальный район Цанчжоу был переименован в Округ Цанчжоу (沧州地区). В 1993 году Округ Цанчжоу и город Цанчжоу были расформированы, а на их территориях был образован Городской округ Цанчжоу.

## Известные уроженцы
- Сюнь Хуэйшэн (кит. 荀慧生; 1900—1968) — исполнитель ролей женского амплуа «дань» в Пекинской опере.

## Административное деление
Уезд Дунгуан делится на 8 посёлков и 1 волость.